# Towards Zero (miniserie televisiva)
Towards Zero è una miniserie televisiva britannica diretta da Sam Yates e scritta da Rachel Bennette. Basata sul romanzo Verso l'ora zero di Agatha Christie, vede come protagonisti Oliver Jackson-Cohen e Anjelica Huston e ha debuttato il 2 marzo 2025 su BBC One.

## Trama
Inghilterra, 1936. Lady Camilla Tressilian, ora costretta a letto, invita ancora ospiti nella sua tenuta sulla costa a Gull's Point durante l'estate. La stella del tennis britannico Nevile Strange propone alla sua neo moglie Kay di trascorrere la luna di miele da sua zia Lady Tressilian; ma in seguito si presenta anche la sua ex moglie, Audrey. Quando Lady Tressilian viene trovata brutalmente assassinata nel suo letto, le prove puntano tutte su Nevile, l'ispettore Leach viene chiamato a risolvere il caso.

## Personaggi e interpreti
- Lady Camilla Tressilian, interpretata da Anjelica Huston.
Anziana aristocratica vedova e proprietaria di una villa sulla costa del Devon a Gull's Point
- Nevile Strange, interpretato da Oliver Jackson-Cohen.
Celebre tennista e nipote di Lady Tressilian che lo ha cresciuto come un figlio, a causa della morte per parto della madre.
- Audrey Strange, interpretata da Ella Lily Hyland.
Orfana che ha vissuto a Gull's Point insieme a Nevile per tutta l'infanzia. La loro relazione si tramuta in romanticismo e si sposano. Il matrimonio termina per un'infedeltà da parte di Nevile.
- Kay Elliott, interpretata da Mimi Keene.
Neo moglie di Nevile con cui trascorre il loro viaggio di nozze nella dimora di Lady Tressilian.
- Signora Barrett, interpretata da Jackie Clune.
Cuoca di Lady Tressilian.
- Sylvia, interpretata da Grace Doherty.
Giovane fidanzata di Leach.
- Thomas Royde, interpretato da Jack Farthing.
Cugino di Audrey e gestore di una piantagione di alberi della gomma in Malesia che sta fallendo a causa degli alti costi di manutenzione. Ritorna a Gull's Point per chiedere un prestito a Lady Tressilian.
- Louis Morel, interpretato da Khalil Ben Gharbia.
Benestante frequentatore di salotti francese.
- Mac, interpretato da Adam Hugill.
Enigmatico valletto personale di Nevile.
- Signor Treves, interpretato da Clarke Peters.
Avvocato, confidente e amico di lunga data di Lady Tressilian.
- Ispettore James Leach, interpretato da Matthew Rhys.
Detective di polizia traumatizzato dagli orrori della prima guerra mondiale, assegnato al caso di Gull's Point.
- Mary Aldin, interpretata da Anjana Vasan.
Figlia di un'amica di Lady Tressilian e sua dama di compagnia.

## Produzione
Nel febbraio 2024 è stato comunicato che BBC e BritBox avevano incaricato Mammoth Screen e Agatha Christie Limited di adattare il romanzo Verso l'ora zero del 1944 in una miniserie in tre parti, con la sceneggiatura scritta da Rachel Bennette e Sam Yates come regista.

### Casting
Nel giugno 2024 Anjelica Huston è stata annunciata nel ruolo della protagonista, Lady Camilla Tressilian mentre Oliver Jackson-Cohen in quello del nipote Nevile Strange. Nello stesso mese è stato svelato l'intero cast composto da: Jackie Clune, Grace Doherty, Jack Farthing, Khalil Ben Gharbia, Adam Hugill, Ella Lily Hyland, Mimi Keene, Clarke Peters, Matthew Rhys e Anjana Vasan.

### Riprese
Le riprese sono iniziate nel giugno 2024 a Bristol e sulle coste del Devon.

## Distribuzione
Nel Regno Unito la miniserie è stata trasmessa su BBC One dal 2 al 16 marzo 2025 e interamente distribuita sul servizio di streaming BBC iPlayer dal 2 marzo 2025.

## Accoglienza

### Critica
La miniserie ha ricevuto recensioni generalmente positive dalla critica. Rotten Tomatoes riporta il 71% delle recensioni professionali positive, con un voto medio di 6 su 10 basato su 7 critiche. Metacritic ha assegnato un punteggio di 63 su 100 basato su 6 recensioni, indicando "recensioni generalmente favorevoli".